# Langue russe en Israël

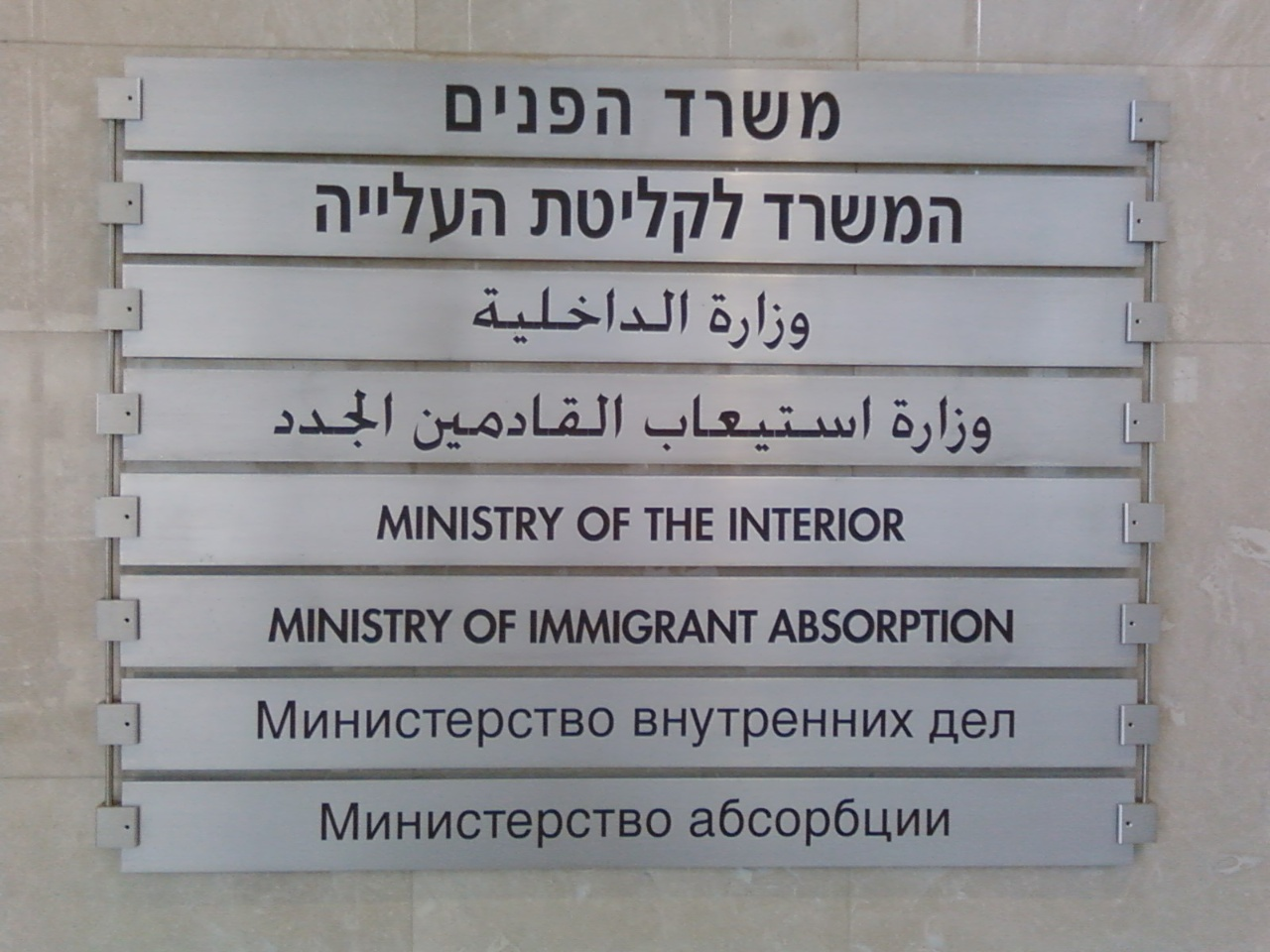
Panneau au Ministère de l'Intérieur et de l'Intégration à Haïfa. De haut en bas : hébreu, arabe, anglais et russe.

La langue russe en Israël est l'une des langues les plus répandues, surtout parmi les immigrants (alya) de l'ancienne URSS : Russie, Communauté des États indépendants, Pays baltes. Depuis 1989, plus d'un million d'immigrants sont arrivés en Israël, parmi lesquels une grande majorité dont la langue russe est la langue maternelle ou au moins la deuxième langue. Contrairement à beaucoup d'autres langues de l'immigration, la langue russe en Israël fait preuve d'une tendance à une préservation durable et à une transmission aux jeunes générations. Actuellement plus de 20 % de la population israélienne maîtrise cette langue et un nombre significatif de médias l'utilisent dans le pays.

## Histoire

### Avant la fondation de l'État d'Israël
Au XIXe siècle, sur le territoire de la Palestine, sont élevées des églises et créés des monastères orthodoxes russes (surtout dans la région de Jérusalem et de Jaffa). Les régions où le gouvernement russe, l'église, les propriétaires russes possédaient des propriétés ont été appelées « Palestine russe » et n'ont été rendues à Israël qu'après 1962. Naturellement, parmi les pèlerins et les habitants des monastères orthodoxes, la langue russe avait déjà une grande diffusion. Depuis la fin du XIXe siècle a débuté le rapatriement des Juifs de l'Empire russe vers la Palestine. Mais à cette époque la langue des nouveaux arrivants était le yiddish et une majorité d'entre eux parlait mieux le polonais que le russe. Seule une minorité de Juifs assimilés considérait le russe comme leur langue maternelle. L'hébreu renaissant commence à évincer les autres langues de la communauté Yichouv (dont le yiddish). La plupart de ses dirigeants venaient des territoires de l'Empire russe (David Ben Gourion, Yitzhak Ben-Zvi, Vladimir Jabotinsky, Meïr Dizengoff, Pinhas Rutenberg et d'autres.). Ils ont été éduqués en Russie et en parlent couramment la langue. Vladimir Jabotinsky est un écrivain renommé et un dramaturge qui a créé ses œuvres en russe. En 1926, alors qu'il vivait déjà en Palestine, il écrit :
« Pour la plupart d'entre nous, la Russie est devenue depuis longtemps une terre étrangère. Mais nous nous soucions beaucoup de l'avenir de ce pays. Mais la langue russe s'est installée dans chaque recoin de notre conscience, en dépit du fait que nous étions établis au milieu de peuples lointains, qui étaient eux-mêmes séparés les uns des autres et dont les langues n'étaient pas semblables au russe. Sans même le vouloir, mécaniquement, nous feuilletons les journaux russes et nous prêtons l'oreille aux conversations dans cette langue. Elle nous a condamné à  être en connexion permanente avec un peuple et un pays dont le sort ne devrait pas nous intéresser plus que la neige tombée l'année passé. »

### Situation actuelle

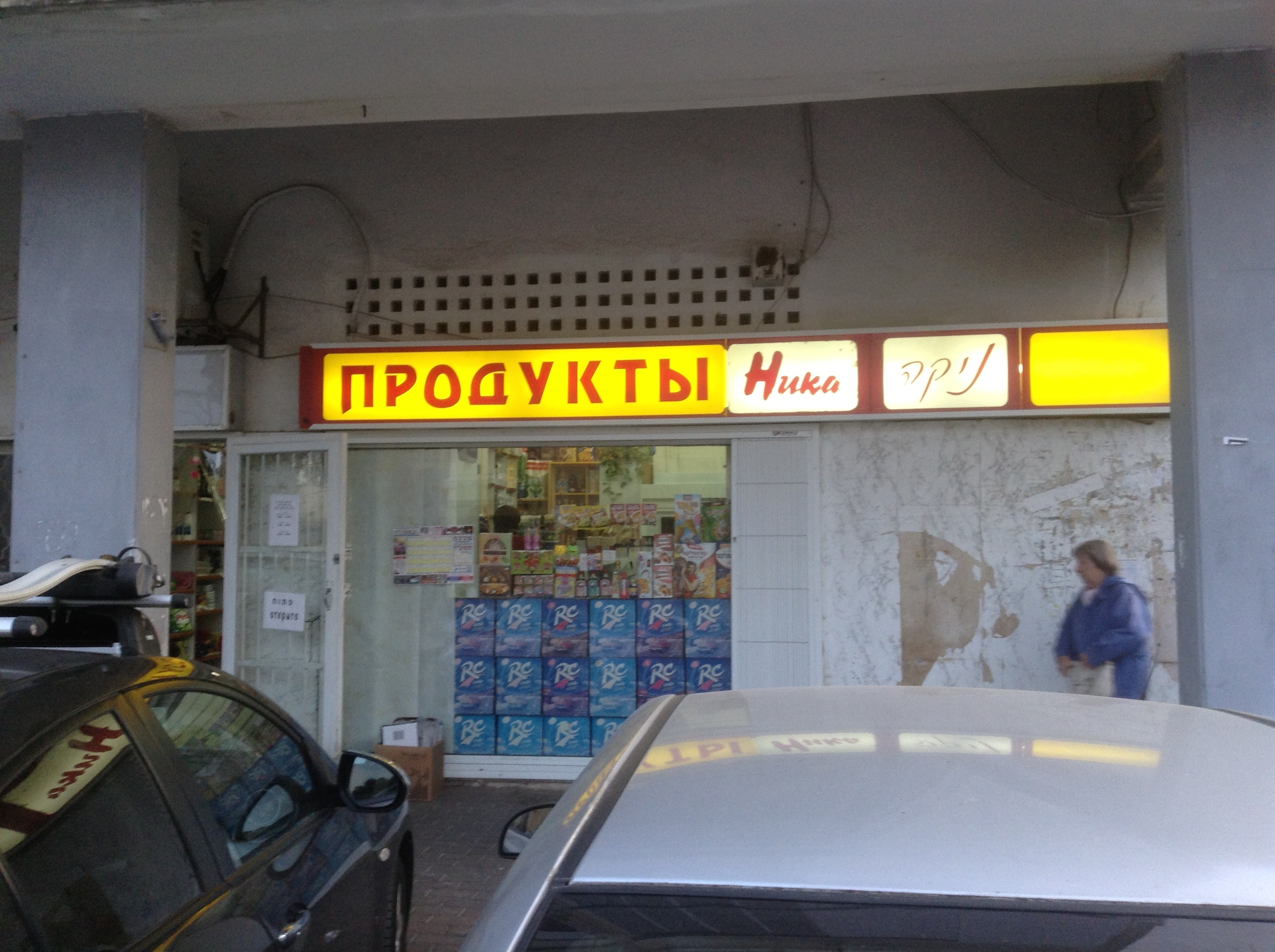
Magasin russophone à Haïfa.

Après le début du rapatriement massif des Juifs d'abord de l'URSS, puis, après la dissolution de celle-ci, la langue russe s'est considérablement répandue en Israël. Une nouvelle vague d'immigration et le désir des nouveaux immigrants de maintenir des liens avec la Communauté des états indépendants ont radicalement modifié la situation de la langue russe dans le pays. Si avant 1990 il ne sortait qu'un seul journal quotidien en russe — Notre pays (Nacha Strana) —, depuis 1991-1992 paraissent quantité de journaux, de revues, de magazines en langue russe. Depuis 1991, la station de radio nationale la Voix d'Israël (en hébreu : רשת קליטת עלייה Reshet Qlitat Aliya ou רק"ע Reqa) a commencé à diffuser en russe (chaque jour de 7 h à 22 h). En 2002, une chaîne privée de télévision en russe s'est ouverte : « Israël Plus ».
En 2011, le russe est considéré comme la langue maternelle de 18 % de la population adulte israélienne. Parmi les immigrés d'URSS 48 % d'entre eux n'utilisent que le russe pour communiquer à la maison, 12 % ne l'utilisent pas à la maison et 6 % n'utilisent que le russe au travail.
Au sein de l'alya, pour la période postérieure à 1989, la langue russe est conservée par 90 % des rapatriés de la première génération pour communiquer à la maison, 78 % de ceux de la deuxième génération et 72 % de la troisième. Le nombre de mariages en dehors de leur communauté atteint 15 % pour la première génération, 20—25 % pour la deuxième. À partir de ces données, le Ministère de l'Intégration conclut à l'apparition au cours des derniers 30 ans en Israël d'un groupe ethnique autochtone russophone. Pour les arrivants d'autres espaces linguistiques (non-anglophones), la préservation de la langue à la troisième génération ne représente que 1-5 %. Tandis que la préservation de la langue d'origine pour les russophones qui sont arrivés dans les années 1970 représente de 10—15 % à la troisième génération.

## Statut officiel
La langue officielle d'Israël est l'hébreu. L'arabe est utilisé là où vivent des Arabes israéliens. Les langues d'immigrants comme le hongrois, le polonais et les langues traditionnelles de la diaspora juive telle le yiddish ne sont pas reconnues officiellement, bien qu'il existe pour certaines d'entre elles (comme le yiddish et le ladino) des institutions de l'État pour la conservation de leur littérature et de leur culture. Les enfants d'immigrés actuels parlent généralement l'hébreu. Beaucoup d'autres langues ont tendance à disparaître. Du fait de la large diffusion du russe, des projets de lois ont été déposés à plusieurs reprises au parlement en vue de légaliser le statut de la langue en Israël. Ainsi en août 2008 a été déposé un projet en ce sens à la Knesset.
La première langue étrangère étudiée dans les écoles en Israël est l'anglais. Dans beaucoup d'écoles, l'arabe et le français sont étudiés comme deuxième langue. Depuis 2008, le russe a aussi obtenu le statut de deuxième langue. Le Ministère de l'Éducation nationale a étudié la possibilité de présenter le baccalauréat en russe non seulement pour les enfants de rapatriés, mais aussi pour ceux qui étaient déjà en Israël précédemment et pour tous ceux qui le désirent,. Selon la situation de 2010, la langue russe est étudiée dans environ 150 établissements scolaires en Israël et le nombre d'étudiants de l'enseignement moyen et supérieur s'élève à 7 000.